# Баев, Михаил Георгиевич
Михаил Георгиевич Баев (1837—1895) — генерал-лейтенант русской императорской армии.

## Биография
Родился 2 (14) января 1837 года в крепости Владикавказ в семье одного из первопоселенцев осетинского аула, всадника Терской постоянной милиции Хусина (Георгия) Баева.
Окончил Константиновское военное училище и Николаевскую академию Генерального штаба, после окончания которой в 1862 году был назначен помощником председателя временной комиссии по разбору личных и поземельных прав горцев Владикавказского округа; с 13 октября 1863 года — штабс-капитан.
В 1873—1878 годах был командиром Таурогенской бригады пограничной стражи; 8 апреля 1873 года был произведён в полковники; 27 сентября 1878 года назначен начальником Юрбурского таможенного округа. Затем, с 3 апреля 1881 года состоял на Кавказе для наблюдения за делами по карантинно-таможенной части; с 15 мая 1883 года — генерал-майор.
В 1870-х годах возглавлял две экспедиции по установлению границ России с Персией и Афганистаном. Был председателем Кавказского филиала Русского географического общества.
С 8 января 1888 года служил в должности начальника Бессарабского военного округа. Высочайшим приказом от 21 января 1895 года был произведён в генерал-лейтенанты «с увольнением, за болезнью, от службы, с мундиром и с пенсией»; в том же году скончался.

## Награды
- орден Святой Анны 3-й ст. (1868)
- орден Святого Станислава 2-й ст. (1872)
- орден Святой Анны 2-й ст. (1878)